# Озера (Бучанський район)
Озе́ра — село, входить до Гостомельської селищної громади Бучанського району (до адміністративно-територіальної реформи 2020 р. у Києво-Святошинському районі) Київської області.
Населення — 820 жителів.

## Географія
Село Озера знаходиться приблизно за 40 км (автошлях М 07) від міста Києва. Розташовано посередині між населеними пунктами Луб'янка, Блиставиця, Гостомель.

## Історія
На думку Лаврентія Похилевича, село здобуло свою назву від значної кількості озер, що в минулому розташовувалися навколо нього, а згодом заболотилися.
Згідно із народними переказами, поселення Озера існувало тут ще за доби Русі. У селі існувала церква, яка у 1240 році була розорена монголо-татарами, а церковні дзвони згодом були перенесені до Межигірського монастиря.
Станом на 1900 рік село входило до Гостомельської волості Київського повіту Київської губернії, складалося з 99 дворів, в яких проживало 533 осіб (273 чоловіків та 260 жінок). У селі була школа, кузня, бакалійна лавка та пожежна частина, яка складалася з чотирьох бочок, трьох гачків та двох драбин.
За часів Російської імперії церкви в селі не було, мешканці входили до парафії Покровської церкви у місті Гостомелі.

### Російська окупація у 2022 році
Під час російського вторгнення в Україну у 2022 році село перебувало під російською окупацією з кінця лютого. Під час окупації російськими військовими було вбито 7 мешканців села, з яких 3 розстріляно у окупаційній комендатурі, 2 — на вулиці, ще 2 загинули від розриву снаряду та осколкового поранення. Російські загарбники займалися грабунком місцевого населення, виносячи з домівок людей особисті речі, в тому числі й спідню білизну

## Населення
На даний час в Озерах проживають старожили, які ще заселилися під час війни і здобули там свої помешкання. Хоча зараз користуються попитом великі земельні ділянки, які купують молоді сім'ї, щоб приїжджати на відпочинок на вихідні.[джерело?]

## Транспорт
Існують маршрутні таксі, якими можна добратися до цього села. На маршрутне таксі можна сісти в Києві або в інших населених пунктах, що розташовані поблизу Озер.

## Інші факти
У селі розташований Народний дім, де проводяться різноманітні зібрання та виступи. Також в селі збудовано новий клуб.
У селі є цвинтар і біля нього розташована православна церква.

## Народились
- Леонід Єфремович Махновець (* 31 травня 1919 — † 19 січня 1993) — український літературознавець, історик, археолог, перекладач, бібліограф.

## Джерело
- облікова картка на сайті ВРУ[недоступне посилання з квітня 2019]